# Võ thức Thái cực quyền
Võ thức Thái cực quyền, Võ gia Thái cực quyền, Võ thị Thái cực quyền (武式, 武家, 武氏 太極拳), còn có tên khác là Lý gia Thái cực quyền hay Lý giá Thái cực quyền (李家 hoặc 李駕太極拳), Hác gia Thái cực quyền (郝家太極拳, chữ 郝 có thể đọc là "Hác" hoặc "Hách"), là một lưu phái Thái cực quyền nguyên khởi từ Trần thức Thái cực quyền qua thụ truyền của Dương Lộ Thiền và Trần Thanh Bình, kết hợp với kỹ thuật và lý luận trong Thái cực quyền phổ của Vương Tông Nhạc cùng những sáng tác của anh em họ Võ mà thành.
Võ thức Thái cực quyền truyền đến đời cháu ngoại là Lý Kinh Luân và lại được tu đính một lần nữa, hình thành những kỹ thuật riêng nhưng không ra ngoài sự bao quát của kỹ thuật tổ truyền. Lý Kinh Luân truyền Thái cực quyền lại cho một người đồng hương là Hác Hòa (1849-1920). Về sau, khi hậu bối của hai họ Võ, Lý không nghiên cứu Thái cực quyền, kỹ pháp Võ thị Thái cực gồm kiêm Lý giá được truyền tập cho đời sau từ họ Hác.
Từ Hác Vi Chân, Võ thức Thái cực quyền truyền sang Tôn Phước Toàn tự là Lộc Đường (Sun Lu-t'ang hoặc Sūn Lùtáng 孫祿堂, 1861-1932), và được dung hợp với Hình ý quyền, Bát quái chưởng để sáng tạo thành Tôn thức Thái cực quyền.

## Lịch sử

### Võ thức
Võ thức Thái cực quyền khởi nguyên từ anh em họ Võ ở Vĩnh Niên, Hà Bắc Trung Quốc. Ba anh em trong gia đình họ Võ, trong đó có Võ Hà Thanh, thường được biết dưới tên tự là Võ Vũ Tương (Wu Yu-hsiang 武禹襄, 1813-1880), và anh trai là Võ Trừng Thanh (武澄清, 1800-1884), đều luyện tập võ thuật từ nhỏ. Sau khi Dương Lộ Thiền (Yang Lu-ch'an hoặc Yang Luchan, 楊露禪, 1799-1872) từ Trần Gia Câu về quê, anh em Vũ Tương theo học Trần thức Lão giá Thái cực quyền từ Dương Lộ Thiền một thời gian (vào thời điểm Dương Lộ Thiền chưa sáng tạo Dương gia Thái cực quyền), sở đắc được đại khái. Khi anh trai của Vũ Tương là Trừng Thanh đậu tiến sĩ năm 1852 và ra làm quan ở Hà Nam, Vũ Tương theo anh nhậm sở đã qua huyện Ôn Trần Gia Câu, muốn xin học thầy của Dương Lộ Thiền là Trần Trường Hưng (Chen Changxing hoặc Ch'en Chang-hsing 陳長興, 1771-1853) nhưng Trần Trường Hưng đã ngã bệnh vì tuổi cao. Biết Trần Thanh Bình (Chen Qingping hoặc Ch'en Ch'ing-p'ing 陳清苹, 1795-1868) đang truyền dạy Trần thức Tân giá Thái cực quyền ở Triệu Bảo Chấn, Võ Tương liền theo Thanh Bình học Tân giá được trên một tháng và ít nhiều nắm được yếu lĩnh, lý pháp.
Trong khi đó Võ Trừng Thanh ở Vũ Dương tìm được cuốn Thái cực quyền phổ (太極拳譜) của Vương Tông Nhạc, đưa lại cho Võ Tương. Võ Vũ Tương nhận được sách, ra sức nghiên cứu và phát huy ý nghĩa quyền phổ của Vương Tông Nhạc, kết hợp với những thể nghiệm của bản thân để sáng tác hoặc nhuận sắc các tác phẩm Thập tam thế hành công tâm giải (十三式行功心解), Thập tam thế hành công ca quyết (十三式行功歌決), Đả thủ ca yếu ngôn (打手歌要言) và quy nạp yếu lĩnh phương pháp rèn luyện của ông thành Thân pháp thập yếu (身法十要). Tất cả các tác phẩm này về sau được gộp chung trong quyền phổ của Vương Tông Nhạc, và được nhiều chi phái Thái cực quyền xem là kinh điển về phép tập Thái cực quyền.

### Lý thức
Đến đời cháu của Vũ Tương mang tên Lý Kinh Luân, tự là Diệc Dư (Li I-yü 李亦畬, 1832-1892), nguyên là thầy thuốc, đã học quyền với Vũ Tương vào năm 1853 và tự nghiệm kỹ thuật, tu đính thêm lần nữa quyền phổ của Vương Tông Nhạc. Theo lời cháu của Lý Diệc Dư là Hòe Ám năm 1935 trong Thái cực quyền phổ tự, thì bản quyền phổ đó do tiên tổ của ông lúc về già trước tác và tu sửa thêm phần hoàn thiện.

### Hác thức
Lý Diệc Dư truyền tuyệt kỹ công phu Thái cực quyền lại cho một người đồng hương là Hác Hòa, tự là Vi Chân (Hao Wei-chen 郝為真, 1842-1920).
Trong những năm đầu Trung Hoa dân quốc, Võ thức Thái cực quyền truyền vào Bắc Kinh và có người gọi là "Lý giá" (Quyền thức của họ Lý), hay Lý thức Thái cực quyền. Khi Thái cực quyền theo bước chân của con Hác Vi Chân là Hác Nguyệt Như (Hao Yüeh-ru 郝月如) và cháu là Hác Thiếu Như (Hao Shao-ju hoặc Hao Shaoru, 郝少如) đến Thượng Hải, Nam Kinh, thì lại có người gọi là "Hác giá" (quyền thức của họ Hác), hay Hác thức Thái cực quyền. Bản thân Hác Nguyệt Như cũng để lại nhiều trước tác, chủ yếu là những ca quyết và trải nghiệm của ông trong võ học.
Do con cháu của họ Võ và họ Lý không nghiên cứu Thái cực quyền, từ giữa thế kỷ 20 Võ thức Thái cực quyền đã được truyền lưu từ họ Hác. Đặc biệt từ sau năm 1961 khi Cơ quan thể dục Thượng Hải lập Ban nghiên cứu học tập Võ thức Thái cực quyền, đã mời Hác Thiếu Như ra dạy.

## Đặc điểm
Quyền thức của Võ thức Thái cực không giống Trần thức Lão giá và Tân giá, cũng không giống Dương thức Đại giá và Tiểu giá, mà biến hóa thành một phái riêng có đặc điểm gọn gàng về tư thế, chậm rãi về động tác, hư thực phân biệt rõ ràng về bộ pháp, lúc tiến cũng như lúc thoái phần ngực và phần bụng xoay chuyển giữ trung chính, hoàn toàn dùng sự chuyển đổi hư thực của nội kình và nội khí để phối hợp với ngoại hình. Hai tay vận chuyển kín đáo, lúc xuất thủ không vượt quá mũi chân.
Bài quyền ban đầu có những tư thế nhảy nhót nhưng đến đời thứ 4 là Hác Nguyệt Như (1877-1935) đã tu sửa bỏ đi, nhằm dụng ý thích hợp cho luyện tập của người già và người thân thể suy nhược.

## Yếu lĩnh
Các yếu lĩnh rèn tập Võ thức Thái cực quyền rất mực phong phú, bao hàm cả những yếu lĩnh nằm trong tác phẩm của Vương Tông Nhạc do những tác phẩm này lưu truyền ban đầu từ Võ Vũ Tương, và những sáng tác về sau của Võ Vũ Tương. Hệ thống sách kinh này gồm các cuốn Thái cực quyền kinh, Thái cực quyền luận, Thập tam thế, Đả thủ ca do Vương Tông Nhạc chấp bút; Thập tam thế hành công ca quyết của tác giả khuyết danh; Thập tam thế hành công tâm giải và Thái cực quyền luận của Võ Vũ Tương.

## Bài quyền
Bài Võ thức Thái cực quyền dưới đây với thứ tự và danh xưng động tác theo quyền thức của Hác Thiếu Như khi dạy tại Ban nghiên cứu học tập Võ thức Thái cực quyền trực thuộc Cơ quan Thể dục Thượng Hải.
| TT | Tên chiêu thức                                    | TT | Tên chiêu thức (tiếp)                                                 |
| -- | ------------------------------------------------- | -- | --------------------------------------------------------------------- |
| 1  | Dự bị thức Thức dự bị                             | 49 | Như phong tự bế                                                       |
| 2  | Tả lãn trát y Lười mặc áo ngoài (trái)            | 50 | Bảo hổ thôi sơn                                                       |
| 3  | Hữu lãn trát y Lười mặc áo ngoài (phải)           | 51 | Thủ huy tỳ bà thế                                                     |
| 4  | Đơn tiên Một cây roi                              | 52 | Hữu lãn trát y                                                        |
| 5  | Đề thủ thượng thế Thế nâng tay lên                | 53 | Tà đơn tiên Một cây roi xéo                                           |
| 6  | Bạch hạc lượng sí Hạc trắng xòe cánh              | 54 | Hạ thế Thế hạ xuống                                                   |
| 7  | Lâu tất ảo bộ Bước nghịch quét qua đầu gối        | 55 | Dã mã phân tông Ngựa hoang lắc bờm                                    |
| 8  | Thủ huy tỳ bà thế Thế tay gảy đàn tỳ bà           | 56 | Đơn tiên                                                              |
| 9  | Lâu tất ảo bộ                                     | 57 | Ngọc nữ xuyên thoa Thiếu nữ đưa thoi                                  |
| 10 | Thủ huy tỳ bà thế                                 | 58 | Thủ huy tỳ bà thế                                                     |
| 11 | Thượng bộ ban lan chùy Bước lên gạt ngăn chặn đấm | 59 | Hữu lãn trát y                                                        |
| 12 | Như phong tự bế Như ngăn như chặn                 | 60 | Đơn tiên                                                              |
| 13 | Bão hổ thôi sơn Ôm cọp đẩy núi                    | 61 | Hạ thế                                                                |
| 14 | Thủ huy tỳ bà thế                                 | 62 | Vân thủ                                                               |
| 15 | Hữu lãn trát y                                    | 63 | Đơn tiên                                                              |
| 16 | Đơn tiên                                          | 64 | Hạ thế                                                                |
| 17 | Đề thủ thượng thế                                 | 65 | Canh kê độc lập Gà gáy đứng một chân                                  |
| 18 | Chẩu để khán chùy                                 | 66 | Tả đảo niện hầu                                                       |
| 19 | Tả đảo niện hầu Đuổi khỉ trở lại (trái)           | 67 | Hữu đảo niện hầu                                                      |
| 20 | Hữu đảo niện hầu Đuổi khỉ trở lại (phải)          | 68 | Tả đảo niện hầu                                                       |
| 21 | Tả đảo niện hầu                                   | 69 | Hữu đảo niện hầu                                                      |
| 22 | Hữu đảo niện hầu                                  | 70 | Thủ huy tỳ bà thế                                                     |
| 23 | Thủ huy tỳ bà thế                                 | 71 | Bạch hạc lượng sí                                                     |
| 24 | Bạch hạc lượng sí                                 | 72 | Lâu tất ảo bộ                                                         |
| 25 | Lâu tất ảo bộ                                     | 73 | Thủ huy tỳ bà thế                                                     |
| 26 | Thủ huy tỳ bà thế                                 | 74 | Án thế                                                                |
| 27 | Ấn thế                                            | 75 | Thanh long xuất thủy                                                  |
| 28 | Thanh long xuất thủy Rồng xanh ra khỏi nước       | 76 | Phiên thân                                                            |
| 29 | Phiên thân Xoay người                             | 77 | Tam thông bối                                                         |
| 30 | Tam dũng bối Lưng ba lần ra sức                   | 78 | Đơn tiên                                                              |
| 31 | Đơn tiên                                          | 79 | Hạ thế                                                                |
| 32 | Hạ thế Thế hạ xuống                               | 80 | Vân thủ                                                               |
| 33 | Vân thủ Tay như mây bay                           | 81 | Đơn tiên                                                              |
| 34 | Đơn tiên                                          | 82 | Đề thủ thượng thế                                                     |
| 35 | Đề thủ thượng thế                                 | 83 | Cao thám mã                                                           |
| 36 | Cao thám mã Xoa đầu ngựa                          | 84 | Đối tâm chưởng Chưởng đối tâm                                         |
| 37 | Tả phục hổ thế Thế cọp nằm phục (trái)            | 85 | Chuyển thân thập tự bãi liên Xoay người hình chữ "thập" đá tạt lá sen |
| 38 | Hữu khởi cước Đá lên (phải)                       | 86 | Thượng bộ chỉ đáng chùy Bước lên đánh vào bụng dưới                   |
| 39 | Hữu phục hổ thế Thế cọp nằm phục (phải)           | 87 | Hữu lãn trát y                                                        |
| 40 | Tả khởi cước                                      | 88 | Đơn tiên                                                              |
| 41 | Chuyển thân đặng cước Xoay người đá bằng gót chân | 89 | Hạ thế                                                                |
| 42 | Đơn tiên                                          | 90 | Thượng bộ thất tinh Bước lên 7 ngôi sao                               |
| 43 | Tiễn bộ đả chùy Bước lên đánh chùy                | 91 | Thối bộ khóa hổ Bước lui cưỡi cọp                                     |
| 44 | Phiên thân nhị khởi Xoay người bước lên 2 lần đá  | 92 | Chuyển thân bãi liên Xoay người đá tạt lá sen                         |
| 45 | Phi thân Dời người                                | 93 | Loan cung xạ hổ Giương cung bắn cọp                                   |
| 46 | Thối bộ thích cước Lui bước đá bằng mũi chân      | 94 | Song pháo chùy Hai quả chùy pháo                                      |
| 47 | Chuyển thân đặng cước                             | 95 | Thủ huy tỳ bà thế                                                     |
| 48 | Thượng bộ ban lan chùy                            | 96 | Thâu thế Thế thu về                                                   |

## Kỹ thuật thôi thủ
Võ Vũ Tương và Lý Diệc Dư chỉ truyền về sau một loại hoạt bộ thôi thủ. Bộ pháp của kỹ thuật thôi thủ của dòng họ Võ bao gồm tiến tới 3 bước rưỡi và lui ba bước rưỡi. Trong lúc bước vận dụng "bằng", "lý", "tê", "án" tứ chính thủ. Phương pháp luyện tập tương tự các lưu phái Thái cực quyền khác.